# Pivot Stickfigure Animator
Pivot Stickfigure Animator, habitualment anomenat "Pivot", és una aplicació gratuïta per a Windows, que permet als usuaris crear animacions amb figures de pal i guardar-les en format GIF. Les animacions es poden emprar en pàgines web i també es poden convertir en un vídeo utilitzant altres programes, com per exemple Windows Movie Maker. Pivot ofereix una interfície senzilla i fàcil d’utilitzar, amb poques característiques. Utilitza una longitud fixa dels "pals", per garantir la coherència de mida durant l'animació, una cosa que no ha sigut tan senzilla de recrear en altres programes d'animació professionals com Autodesk Maya o Macromedia Flash.

Pivot és molt conegut ja que les animacions que s'hi han creat són vistes a YouTube i altres plataformes d'streaming i xarxes socials. Les animacions inclouen bàsicament vídeos musicals, combat i humor.

Animació creada amb Pivot